# Jacques Rancière

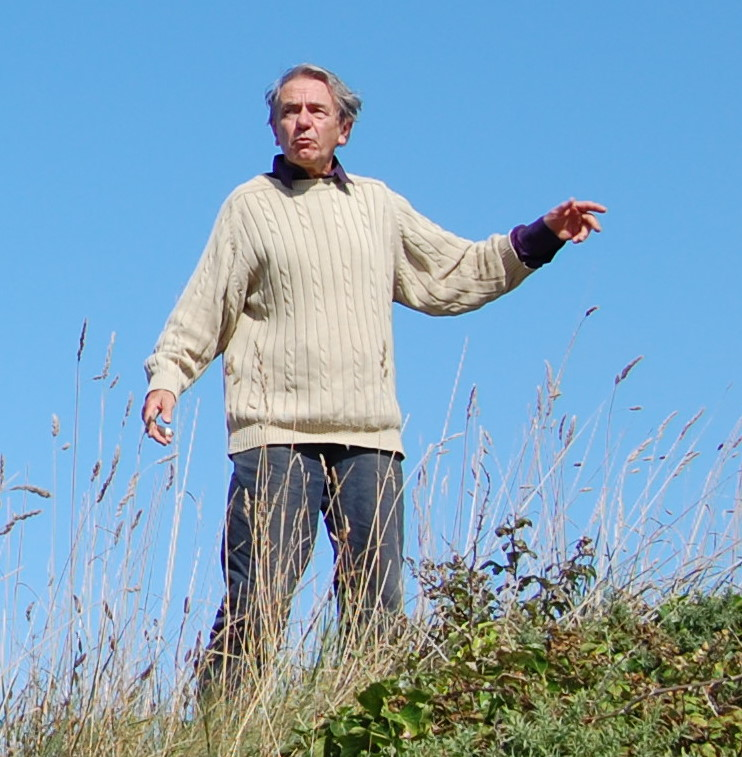
Jacques Rancière

Jacques Rancière (Algiers, 10 juni 1940) is een hedendaags Frans filosoof. Zijn carrière begon als student van marxistisch filosoof Louis Althusser. Sindsdien schreef hij over verschillende thema’s uit de politiek, esthetica, geschiedenis en pedagogiek.

## Selectieve bibliografie
- Lire le Capital (1965), een gezamenlijk werk van Louis Althusser, Étienne Balibar, Roger Establet, Pierre Macherey en Jacques Rancière, waarin ‘Das Kapital’ van Marx vanuit structuralistisch oogpunt wordt onderzocht;
- Le Maître ignorant. Cinq Leçons sur l’émancipation intellectuelle (1987), naar het Nederlands vertaald als De onwetende meester, waarin Rancière de pedagogie kritisch behandelt en een lans breekt voor onwetendheid, gelijkheid en emancipatie, gebaseerd op de ideeën van Joseph Jacotot;
- La Nuit des prolétaires. Archives du rêve ouvrier (1981), over socialistische utopieën en emancipatie en het belang dat taal hierin speelt;
- Aux bords du politique (1990), een verzameling essays die samen een kritische overdenking zijn van politiek handelen, waarbij Rancière een vinger probeert te leggen op de gesluierde aanwezigheid van ongelijkheid en uitbuiting binnen het model ‘democratie’;
- Les Noms de l’histoire. Essai de poétique du savoir (1992), een essay dat het belang van namen en benamingen voor de productie van geschiedschrijving bestudeert;
- La Mésentente. Politique et philosophie (1995), over de politiek als een plaats die draait rond de onenigheid;
- Le Partage du sensible. Esthétique et politique (2000), over hoe wat waargenomen wordt, en door wie, een groot belang heeft in zowel de politiek als de esthetica;
- La fable cinématographique (2001), in het Nederlands De fabel van de cinema (2010), vert. Aukje van Rooden en Walter van der Star: ISBN 9789490334031. Visie op en analyse van de moderne filmkust en haar ontwikkeling.
- L'inconscient esthétique (2001), in het Nederlands Het esthetische denken (2007) over zintuiglijke waarneming, politiek en esthetiek;
- Le destin des images (2003), in het Nederlands De toekomst van het beeld (2010), vert. Walter van der Star: ISBN 9789490334055. Over de betekenis van het beeld in de hedendaagse cultuur en filosofische confrontatie.
- Le spectateur émancipé (2008), in het Nederlands De geëmancipeerde toeschouwer (2015), vert. Joost Beerten en Walter van der Star: ISBN 9789490334147.

- Bibsys: 90676198
- Biblioteca Nacional de España: XX1573386
- Bibliothèque nationale de France: cb11921120d (data)
- Catàleg d'autoritats de noms i títols de Catalunya: 981058515299306706
- CiNii: DA04831614
- Gemeinsame Normdatei: 130468975
- International Standard Name Identifier: 0000 0001 2120 8300
- Library of Congress Control Number: n81053868
- Nationale Bibliotheek van Letland: 000074638
- Bibliotheek van het Japanse parlement: 01020372
- Nationale Bibliotheek van Tsjechië: jx20090612017
- Nationale bibliotheek van Australië: 35441236
- Nationale Bibliotheek van Israël: 987007297268405171
- Nationale en Universitaire bibliotheek Zagreb: 000407247
- Nederlandse Thesaurus van Auteursnamen: 069197636
- Réseau des bibliothèques de Suisse occidentale: 02-A003726572
- Istituto Centrale per il Catalogo Unico: RAVV041346
- LIBRIS: 332969
- Système universitaire de documentation: 027089266
- Trove: 953900
- Virtual International Authority File: 12314098
- WorldCat: E39PBJbH3TKQbwF7jyB4V4XyBP